# Lollipop Chainsaw
Lollipop Chainsaw es un videojuego de acción y aventura del género hack and slash desarrollado por Grasshopper Manufacture para las plataformas  Xbox 360 y PlayStation 3. El juego cuenta la historia de una animadora que debe luchar contra una invasión zombi en un colegio ficticio de California. Su lanzamiento fue el 14 de junio de 2012 en Japón, el 12 de junio de 2012 en Norteamérica y el 15 de junio de 2012 en Europa.

## Argumento
El argumento de Lollipop Chainsaw se centra en Juliet Starling, una animadora del ficticio instituto San Romero, en California. Ella carga en su cintura con la cabeza viva de su novio Nick, a quien ella misma decapitó con una motosierra para evitar que el virus zombi se extendiese por su cuerpo después de haber sido mordido por uno de ellos.
El juego es catalogado dentro del género hack and slash, muy al estilo de la saga de videojuegos No More Heroes, también de la misma desarrolladora.

## Protagonistas
Juliet Starling: (voz de Tara Strong) Es la protagonista del juego, de 18 años. Es una animadora del instituto San Romero que, en secreto, es una cazadora de zombis. Está muy enamorada de su novio, Nick, y siempre se la ve comiendo chupetines. Aunque a veces parezca la típica rubia tonta, es muchísimo más lista de lo que aparenta; aparte de ser más amable y dedicada a los demás.
Nick Carlyle: (voz de Michael Rosenbaum) Es el novio de Juliet. Juliet lo decapita tras ser mordido por un zombi para evitar que se convierta en uno de ellos. Desde entonces va colgando de la cadera de su novia. Él cree que Juliet lo trata como un objeto en vez de como un novio, pero él la ama y haría cualquier cosa por ayudarla.
Cordelia Starling: (voz de Linda Cardellini) Es la hermana mayor de Juliet, de unos 20 años. Es muy madura y siempre va armada con un rifle. Le gustan mucho las quesadillas y las armas, y odia el color azul y los monstruos marinos.
Rosalind Starling: Es la hermana pequeña de Juliet, de 16 años. Es una muchacha hiperactiva que acaba de conseguir su licencia de conducir, a pesar de que es pésima en ello. Le gusta coleccionar calaveras.
Gideon Starling: Es el padre de Juliet. Es muy fuerte físicamente y muy sobreprotector con sus hijas. Aunque desconfía un poco de Nick, en realidad le agrada, cosa de la que se da cuenta Juliet. Llora cada vez que un perro muere en la televisión.
Elizabeth Starling: Es la madre de Juliet. Normalmente solo aparece llamando a Juliet por cualquier cosa, aunque ella será un punto clave en los dos finales que tiene el juego.
Junji Morikawa: Apodado "Sensei", es el maestro de Juliet. Es un experto cazador de zombis desde hace 45 años. Le gusta el kamasutra y coleccionar ropa interior de chicas.

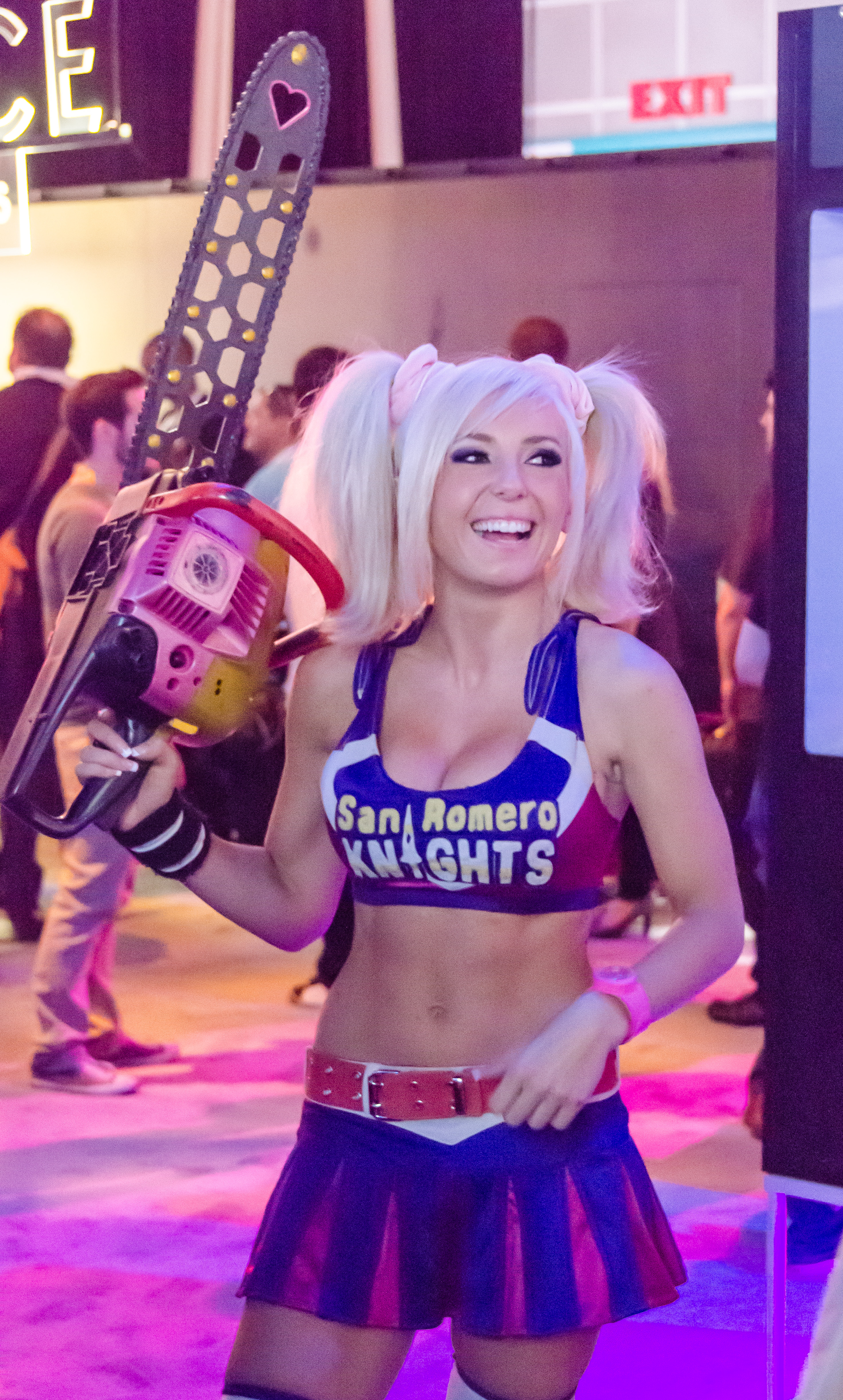
La cosplayer Jessica Nigri ataviada como Juliet Starling (2012)

## Antagonistas
Swan: (voz de Sean Gunn) Es el principal villano del juego y el responsable de la aparición de los zombis. Él era un paria en el instituto y todos se metían con él. Eso, junto con su amor no correspondido por Juliet, lo hacen volverse loco y clamar venganza resucitando a los Ejecutores Oscuros y al zombi de entre los zombis: Killabilly.
Zed: (voz de Jimmy Urine) Un zombi punk y el primer jefe del juego. Le gusta maltratar animales pequeños y lleva una guitarra y altavoces.
Vikke: (voz de Michael Rooker) Es un zombi metalero vikingo y el segundo jefe del juego. Va acompañado de una cabeza de oso llamada Yumil.
Mariska: (voz de Shawnee Smitth) Es una zombi hippie y el tercer jefe del juego. Va acompañada de un instrumento y puede multiplicarse.
Josey James: (voz de Dave Fennoy) Es un zombi funk y el cuarto jefe del juego. Habla con voz de Auto-Tune y lleva un teclado con él.
Lewis Legend: (voz de Rick D. Wasserman) Es un zombi roquero y el quinto jefe del juego. Va acompañado de su guitarra metralleta y va siempre montado en su moto.
Killabilly: Es el zombi máximo y el jefe final del juego. Es resucitado gracias al sacrificio de los cinco Ejecutores Oscuros.

## Recepción
En Japón tuvo buenas críticas. Famitsu le otorgó 9 de 10. Dengeki PlayStation le dio 75, 90, 90, y 80 sobre 100.
En occidente GameRankings y Metacritic le dieron 70.49% y 70/100.
[
[IGN (sitio web)|IGN]] le dio un aprobado 5/10, alabando el diseño pero quejándose del gameplay. El crítico Jim Sterling dijo que era uno de sus favoritos de 2012.
Lollipop Chainsaw ha sido el juego de mayores ventas de Grasshopper, vendiendo más de 1 millón de unidades en todo el mundo.